# مختار أبو غالي
مختار علي أبو غالي، أديب، وشاعر، وناقد، له الكثير من المساهمات التي أثرت العمل الأدبي، قال عنه الناقد الكبير صلاح فضل: "شاعر مخضرم ومهجر، كان سفره الطويل إلى الخارج رحلة في قلب المحنة العربية في الكويت، وحلماً في ذاكرة الوطن الغائب، يمثل جيلاً من المبدعين المصريين، الذين انتثروا في مناكب الأرض، فأكلتهم الغربة، وهم بين ذويهم، وأنكرتهم الشهرة عند عودتهم فدفعوا ثمن الشتات المصري، الذي يلتئم مع أشكال الشتات العربية الأخرى في فلسطين ولبنان والعراق وبقية مناحى الحرية في عالمنا.. مختار غالى، الذي لم يأخذ حقه بعد في خارطة الشعر العربي في مصر، نظراً لارتحاله الطويل، وتعففه عن ولائم الإعلام، وانتظاره الصبور للإنصاف النقدى العادل“.

## نشأته، وتحصيله العلمي
ولد في قرية دست الأشراف بمحافظة البحيرة بجمهورية مصر العربية في عام 1935، حيث حرص والده على تنشئته تنشئة دينية بالالتحاق بالأزهر الشريف حتى تخرج من كلية دار العلوم بجامعة القاهرة وحصل على درجة الليسانس في "الأدب العربي والعلوم الإسلامية" وكان ذلأك في عام 1962م، ثم نال درجة الماجستير في الأدب العربي من نفس الجامعة عن رسالته التي كان عنوانها "توظيف مأساة الحلاج قي الشعر العربي الحديث" وكان ذلك في عام 1985م، ثم حصل على الدكتوراة في عام 1989م من كلية الآداب جامعة عين شمس في الأدب العربي الحديث عن رسالته التي كان موضوعها "المدينة قي الشعر العربي الحديث“.
عمل مدرساً للغة العربية بمدرسة «نوتردام دى زابوتر» بالقاهرة في الفترة ما بين 1962 حتى 1965، ثم مدرسأً للغة العربية بوزارة التربية بالكويت من عام 1965 حتى عام 1986، وبعد حصوله على درجة الماجستير عُين مدرساً للغة بكلية الآداب بجامعة الكويت ابتداءً من عام 1986 حتى عام 2001.

## اسهاماته الأدبية
إذا تكلمنا عن اسهامات الدكتور/ مختار أبو غالي في الحياة الأدبية فإن المقام سوف يضيق بنا وسنحتاج إلى صفحات وصفحات كى نفرد فيها اسهاماته التي أثرت الحياة الأدبية بشكل كبير على مدار حياته العلمية الحافلة، ولكننا سنكتفى بالإشارة إليها، فمن تصنيفاته النقدية:
1. المدينة في الشعر العربى المعاصر.[3]
2. توظيف قضية الحلاج قي الشعر العربى الحديث.
3. الشعر ولغة التضاد.
4. الأسطورة المحورية.
5. الدوائر والزوايا؛ قراءة في شعر أحمد السقاف.
6. القضايا والأدوات في شعر سعاد الصباح.

صدر للدكتور/ مختار أبو غالي أربعة دواوين شعرية هي:
1. أحزان مصرية - دار نشر الثقافة - 1982 والذي أهده إلى روح أستاذه وصديقه أ.د. عبد الحكيم بلبع.
2. أقمار البهجة - دار ميريت للنشر والمعلومات - 2002 والذي اهداه إالى شقيق روحه وقمر الأقمار أ.د. صلاح فضل.
3. السفر إلى الداخل - دار ميريت للنشر والمعلومات - 2003 والذي أهداه إالي الأستاذين عبد العظيم المغربي ومحمد عبد المجيد الغرباوي أعز من سافر معهما إلي الداخل.
4. النفخ في قربة الوطن - 2004 والذي أهداه لابنه الحبيب رائد أبوغالي داعيا الله أن يعاونه في توظيف إمكاناته ومواهبه في الخير.

وله الكثير من المقالات النقدية والبحوث الأدبية، منها:
1. الأسطورة المحورية - الرؤيا والمصطلح.
2. موتيفية الخصب والجدب في الشعر المعاصر.
3. منظومة الكون في الشعر العربي.
4. سندباد صلاح عبد الصبور.
5. الشعر ولغة التضاد.
6. انسجام التخالف في الشعر...نقد تطبيقى.
7. أنغام التناقض..قراءة في الشعر الكويتى المعاصر.
8. الشاعر العربي ناقداً في القديم خاصة.
9. توظيف التراث...قراءة في ديوان «دقات فوق الليل».
10. الصمت مزرعة الظنون.
11. يعقوب الرشيد وثلاثية: الحب، الطبيعة، الفناء.
12. إضاءات الشيب الأسود... قراءة نقدية.
13. الموضوع الواحد بين القصيدة والقصة.
14. السمادير ومدخل للعدوانى.

كما شارك في العديد من لجان التحكيم الأدبي ولجان البحث والإشراف ومنها:
1. مؤتمر الاحتفال بمرور مائة عام على كلية دار العلوم جامعة القاهرة – باحث.
2. ندوة كليات الآداب في دول الخليج، كلية الآداب جامعة الكويت – معقب.
3. تحكيم في الأعمال الشعرية عن تحرير الكويت عام 1993 - المُحكم الوحيد.
4. الإشراف العلمي (القسم العربي) على مجلة دراسات الخليج والجزيرة العربية لمدة 4 سنوات متتالية – إشراف اللغة.
5. الإشراف العلمي بمجلة العلوم الإنسانية – إشراف.
6. الإشراف والتحكيم في النشاط الطلابى الثقافى وتحكيم الإنتاج الإبداعى – إشراف وتحكيم.
7. عضوية لجنة الترشيح لجائزة مؤسسة الكويت للتقدم العلمى على مدار خمس سنوات.
8. تحكيم مسابقة الإبداع الشعرى في المجلس الوطني بالكويت.
9. تحكيم في جائزة الشعر لدار سعاد الصباح على مستوى العالم العربي.
10. مراجعة معجم البابطين للشعراء المعاصرين في نموذجه الأول.

كما قدم العديد من الاستشارات العلمية والمقالات الأدبية في عدد من الصحف والمجلات في مجال التخصص، ومنها:
1. المجلة العربية للعلوم الإنسانية.
2. مجلة البيان – رابطة الأدباء الكويتية.
3. مجلة العربى.
4. الرأى العام.

كما قدم الكثير من الحلقات الإذاعية عبر إذاعة الكويت في مواضيع مختلفة، منها:
- الدعاء وفضله في الإسلام (28 حلقة إذاعية).
- قصيدة وموقف (13 حلقة إذاعية).
- دراسة في شعر الهجرة (13 حلقة إذاعية).

كما شارك في عدد لا يحصى من الندوات الأدبية.
تاريخٌ طويل، وحياة حافلة بالمساهمات الأدبية والفكرية التي سيحتفظ بها التاريخ منارةً تضئ دروب الأجيال القادمة لأديب وشاعر لم يأخذ حقه الطبيعى والمشروع في خريطة الأدب المعاصر، ولكن التاريخ الأدبي سيحفظ له مكانته الطبيعية بين الأدباء والشعراء والمبدعين.